# Immer heiterer
Immer heiterer, op. 235, är en vals av Johann Strauss den yngre. Den spelades första gången den 20 februari 1860 i danslokalen Zum Sperl i Wien. 

## Historia
Liksom Johann Strauss musikstycken Die Zillerthaler (op. 30), Dorfgeschichten (op. 47), D'Woaldbuama (op. 66), Volkssänger (op. 119), Man lebt nur einmal (op. 167) och Grillenbanner (op. 247), definierade Strauss Immer heiterer som en "vals i Ländler-stil", en typisk 'bondevals' som går tillbaka till en av föregångarna till wienervalsen - den rustika Ländlern från nedre Österrike. Johann Strauss framförde valsen för första gången den 20 februari 1860 vid en bal i Zum Sperl. I slutet av valsen skrev Strauss in i noterna att medlemmar av orkestern skulle utbrista i högljudda skrattsalvor.

## Om valsen
Speltiden är ca 9 minuter och 55 sekunder plus minus några sekunder beroende på dirigentens musikaliska tolkning.

## Weblänkar
- Immer heiterer i Naxos-utgåvan.